# Pearl (Missisipi)
Pearl – miasto w Stanach Zjednoczonych, w stanie Missisipi, w hrabstwie Rankin.